# Darby O'Gill och småfolket
Darby O'Gill och småfolket är en amerikansk film från 1959 i regi av Robert Stevenson och producerad av Disney.

## Handling
Darby O'Gill, en irländsk hantverkare, ramlar ner i en brunn och hamnar hos småfolket. Han berättar många fantastiska historier om dessa för byns befolkning, men ingen tror honom när han säger att han blivit vän med småfolkets kung.

## Om filmen
Filmen hade världspremiär på Irland den 24 juni 1959 och svensk premiär på Kanal 1 den 6 mars 1994. Sean Connery gör här en av sina första stora roller.

## Rollista (komplett)
- Albert Sharpe - Darby O'Gill
- Janet Munro - Katie
- Sean Connery - Michael McBride
- Jimmy O'Dea - kung Brian
- Kieron Moore - Pony Sugrue
- Estelle Winwood - Sheelah
- Walter Fitzgerald - Lord Fitzpatrick
- Denis O'Dea - fader Murphy
- J.G. Devlin - Tom Kerrigan
- Jack MacGowran - Phadrig Oge
- Farrell Pelly - Paddy Scanlon
- Nora O'Mahony - Molly Malloy
- Patrick Sullivan Burke - leprechaun (ej krediterad)
- Maureen Halligan - skvallrande kvinna (ej krediterad)

## Musik i filmen
- The Wishing Song, skriven av Lawrence Edward Watkin och Oliver Wallace, framförd av Albert Sharpe och Jimmy O'Dea
- Pretty Irish Girl, skriven av Lawrence Edward Watkin och Oliver Wallace, framförd av Sean Connery och Janet Munro, dubbade av de irländska sångarna Brendan O'Dowda och Ruby Murray.
- The Rakes of Mallow trad
- The Fox Chase trad